# 이마이 하나
이마이 하나(일본어: 今井 華, 1992년 11월 12일 ~ )는 일본의 모델, 배우이다.